# Saint-Sulpice-de-Royan
Saint-Sulpice-de-Royan é uma comuna francesa localizada no departamento de Charente-Maritime na região administrativa da Nova Aquitânia, no sudoeste da França.